# Хидростатично равновесие
Хидростатичното равновесие е състояние, при което определен обем от даден флуид се намира в покой или движение с постоянна скорост. То възниква, когато налягането в резултат на гравитацията се уравновеси от градиента на налягането по направлението на гравитационните сили. Например, градиентът на налягането пречи на гравитацията да свие земната атмосфера до тънка плътна обвивка, а гравитацията не позволява на градиента на налягането да разпръсне атмосферата в космоса.